# Kobzar
Kobzar (ukrajinsko кобзар, latinizirano: kobzar) je bil ukrajinski potujoči pevec, ki je opeval slavne boje kozakov in drugih ukrajinskih junakov. Svoje petje je spremljal z igranjem na večstrunsko banduro ali kobzo.  
Kobzarji so imeli ponavadi mlade vodnike, ki so jim pomagali potovati. 

## Izročilo
Kobzarji so bili pogosto slepi, po letu 1800 pa večinoma slepi. Ime so dobili po istoimenskem ukrajinskem strunskem glasbilu iz družine lutenj. V širšem pomenu so kobzarji izvajalci glasbe, povezane s kobzarskim izročilom. Poklicna kobzarska tradicija se je v Ukrajini uveljavila v obdobju Kozaškega hetmanata okoli 16. stoletja. Repertoar kobzarjev so v glavnem sestavljali paraliturgični psalmi in "kanti", vključeval pa je tudi edinstveno epsko obliko, znano kot duma. 
Na prelomu 19. stoletja so obstajale tri regionalne kobzarske šole: černigovska, poltavska in slobožanska, ki so se razlikovale po repertoarju in slogu igranja.

## Cehi
V Ukrajini so se kobzarji organizirali v regionalne cehe ali bratovščine. Razvili so sistem strogega vajeništva, običajno triletnega, kateremu je sledil prvi sklop javnih izpitov. 
Cehi kobzarjev so se zgledovali po bratovščinah pravoslavne cerkve, saj je bil vsak ceh povezan z določeno cerkvijo. Cehi so nato poskrbeli za vsaj eno ikono ali kupili novo versko okrasje za svojo pridruženo cerkev. Pravoslavna cerkev je bila do kobzarjev kljub temu pogosto nezaupljiva in občasno celo sovražna. 

## Konec kobzarstva
Kobzarstvo v Ukrajini se je končalo sredi 30. let 20. stoletja med Stalinovo radikalno preobrazbo ukrajinske podeželske družbe. Kobzarje so nadomestili izvajalci stilizirane ljudske in klasične glasbe z uporabo bandure.

## Sovjetska različica kobzarja
Sovjetski kobzarji so bili stilizirani izvajalci na banduri, ki naj bi nadomestili tradicionalne pristne kobzarje, izbrisane v 30. letih dvajsetega stoletja. Ti izvajalci so bili pogosto slepi. Nekateri so imeli  stike s pristnimi kobzarji prejšnje generacije, vendar so se mnogi  formalno izobraževali na konzervatorijih pri šolanih glasbenikih in igrali na sodobne, tovarniško izdelane  kromatične koncertne instrumente. 
Njihov repertoar je bil sestavljen predvsem iz cenzuriranih različic tradicionalnega kobzarskega repertoarja in osredotočen na stilizirana dela, ki so opevala sovjetski sistem in sovjetske junake. 

## Obnovitev kobzarskega izročila
V zadnjem času se pojavlja zanimanje za obujanje pristnega kobzarskega izročila, ki ga zaznamuje ponovna vzpostavitev Kobzarskega ceha kot središča širjenja zgodovinske avtentične izvajalske prakse. 

## Druga raba izraza kobzar
Kobzar je temeljna knjiga poezije Tarasa Ševčenka, velikega narodnega pesnika Ukrajine. 
Izraz kobzar se je v Belorusiji občasno uporabljal za igralce na hurdi gurdi, kjer se hurdi-gurdi pogosto imenuje kobza, in dudaše na Poljskem, kjer se dude imenuje kobza oziroma koza.